# アイザイア・バーリン
アイザイア・バーリン（Isaiah Berlin、1909年6月6日 - 1997年11月5日）は、イギリスの哲学者。オックスフォード大学教授。当時ロシア帝国の支配下だったラトビア・リガ出身のユダヤ人。イザイア・バーリンとも。

## 人物
1915年、第一次世界大戦中にはドイツ軍の侵攻を逃れて、ユダヤ人であり木材商人であった父母とともに、当時のロシア帝都だったペトログラードに移る。1917年にロシア革命を目撃している。彼は1919年以降、イギリスに在住し、オックスフォード大学のコーパス・クリスティ・カレッジに進学。第二次大戦中は戦時勤務の要員として1946年まで英国外務省に勤務。1957年にオックスフォード・チチリ講座（社会・政治理論担当）教授に就任（1967年まで）。
また多くの勲章、とりわけ1957年にはメリット勲章 （Order of Merit）を授与された。
代表作の論考集『自由論』では、自由という概念を積極的自由（positive liberty）と消極的自由（negative liberty）に分け、自由という概念における議論に多大なる影響を及ぼした。

### 後半生
1966年から75年はオックスフォードのウォルフソン・カレッジ初代学長。
1974年から78年はイギリス学士院長。
1977年に国際交流基金の招へいで来日。1978年から1980年に選集全4巻を刊行
1983年、エラスムス賞授与。1987年、連続講演「理想の追求」を行う。
1997年、病気により88歳で亡くなった。

## 著書（日本語訳）
- 『歴史の必然性』（生松敬三訳、みすず書房, 1966年）、下記「自由論」に収録
- 『自由論』（生松敬三、小川晃一、小池銈、福田歓一訳、みすず書房 全2巻, 1971年／新版 全1巻, 1979年、新装版1997年、2018年ほか）
- 『ハリねずみと狐――『戦争と平和』の歴史哲学』（河合秀和訳、中央公論社, 1973年／岩波文庫, 1997年）
- 『カール・マルクス――その生涯と環境』（倉塚平・小箕俊介訳、中央公論社, 1974年）
- 『父と子――トゥルゲーネフと自由主義者の苦境』（小池銈訳、みすず書房, 1977年）
- 『西欧ユートピア思想の衰頽』（国際交流基金, 1978年）- 来日時の講演小冊子
- 『歴史における科学とは何か』（三一書房, 1978年）- スチュアート・ヒューズ、アンリ・ピレンヌと共著
- 『ヴィーコとヘルダー――理念の歴史：二つの試論』（小池銈訳、みすず書房, 1981年）
- 『バーリン選集（1）思想と思想家』（岩波書店, 1983年）- 福田歓一・河合秀和編
- 『バーリン選集（2）時代と回想』（岩波書店, 1983年）
- 『バーリン選集（3）ロマン主義と政治』（岩波書店, 1984年）
- 『バーリン選集（4）理想の追求』（岩波書店, 1992年）- 福田歓一・田中治男・松本礼二共編
  - 『反啓蒙思想 他二篇』（松本礼二編、岩波文庫、2021年11月）、上記から編著
  - 『マキアヴェッリの独創性 他三篇』（川出良枝編、岩波文庫、2022年2月）、同上
  - 『ロシア・インテリゲンツィヤの誕生 他五篇』（桑野隆編、岩波文庫、2022年5月）、同上
- 『人間マルクス――その思想の光と影』（福留久大訳、サイエンス社, 1984年）
- 『北方の博士J・G・ハーマン――近代合理主義批判の先駆』（奥波一秀訳、みすず書房, 1996年）
- 『ロマン主義講義――美術に関するA・W・メロン講義、1965年国立美術ギャラリー、ワシントンDC』

（ヘンリー・ハーディ編、田中治男訳、岩波書店, 2000年、新装版2010年）

### 回想・評伝
- 聞き手 R・ジャハンベグロー『ある思想史家の回想――アイザィア・バーリンとの対話』（河合秀和訳、みすず書房, 1993年）
- マイケル・イグナティエフ『アイザイア・バーリン』（石塚雅彦・藤田雄二訳、みすず書房, 2004年）
- ジョン・グレイ『バーリンの政治哲学入門』（河合秀和訳、岩波書店, 2009年）